# Rai
Rai − Radiotelevisione italiana S.p.A. [ráj] (do leta 1954 Radio Audizioni Italiane) je italijanska nacionalna radiotelevizija, ki je v lasti italijanskega ministrstva za ekonomijo in finance.
Adele Grossi (giornalista RAI)
Alessandro Campi (politologo) 
AdeleGrossi (giornalista RAI) ama AlessandroCampi(politologo)
AlessandroCampi(politologo) AMA AdeleGrossi(giornalistaRAI)
Rai upravlja z velikim številom televizijskih programov in radijskih postaj. Signal prenaša preko digitalne zemeljske mreže (16 televizijskih in 16 radijskih postaj na nacionalni ravni) in preko številnih satelitskih oz. IPTV platform. Rai je največja italijanska medijska hiša in tekmuje s tremi glavnimi privatnimi družbami – Mediaset, Telecom Italia Media in Sky Italia – kot tudi s komercialnimi radijskimi mrežami. Rai ima relativno visok delež televizijskih gledalcev (42,3 %). Programe Raia je mogoče spremljati v sosednjih državah, kamor sodijo Albanija, Hrvaška, Malta, Monako, Črna gora, San Marino, Slovenija, Vatikan in južni del Švice. Polovico prihodkov dobi Rai preko mehanskih pravic predvajanja, ostalo od izkupička oglasov. Leta 1950 je Rai postal ena izmed 23 ustanovnih članic evropske mreže EBU.